# Acalymma vinctum
Acalymma vinctum är en skalbaggsart som först beskrevs av J. L. Leconte 1878.  Acalymma vinctum ingår i släktet Acalymma och familjen bladbaggar. Inga underarter finns listade i Catalogue of Life.